# João Acácio de Almeida
João Acácio de Almeida (Angatuba, 30 de agosto de 1899 - Carapicuíba, 2 de agosto de 1982) foi um político brasileiro, 3º prefeito dos municípios de Barueri e Carapicuíba (pela ARENA).

## Biografia
Elegeu-se em 15 de novembro de 1972, pela extinto partido Arena, tendo cumprido seu mandato com probidade até 31 de janeiro de 1977.
Serviu no 4º Regimento de Artilharia de Itu, sendo promovido a cabo e sargento. Transferiu-se para Quitaúna em 1931, passando para a reserva do Exército em 1944 no posto de 1º tenente. Entrou para a vida pública em 1949, elegendo-se vereador na 1º legislatura para a Câmara de Barueri, de cujo município foi o 3º prefeito em 1957, tendo marcado sua administração pela austeridade. Sua passagem pelo executivo de Barueri notabilizou-se pela desapropriação do terreno da Light, onde até hoje funciona o Paço Municipal.
Em Carapicuíba, conseguiu pavimentar várias ruas da cidade, construiu 7 grupos escolares com o total de 36 salas de aulas e desenvolveu a iluminação pública. Cuidou criteriosamente da saúde e educação tendo saneado as finanças públicas.
Durante seu governo mandou construir o sanitário da Praça Toufic Joulian, projeto que perseguia desde o tempo de vereador em Barueri. Mandou também recapear a estrada da Aldeia.